# 오늘 하루 장주희입니다
《오늘 하루 장주희입니다》는 대한민국의 방송국 기독교방송의 라디오 채널 CBS 표준FM에서 월~토요일 밤 8시 5분 ~ 밤 9시 30분까지 방송했던 음악 전문 라디오 프로그램이며, 2019년 3월 4일부터는 팝 음악을 위주로만 선곡하고 있다. 2023년 4월 22일 자로 8년만에 폐지되었다.

## 개요
2015년 CBS 가을개편으로 이 시간에 방송됐던 새롭게 하소서의 라디오 방송을 일요일로 옮기고 새로 편성된 프로그램이다. 신설 후 박재홍 아나운서가 진행하다가 2016년 봄 개편부터 장주희 아나운서가 진행하며, 정치, 경제, 사회, 문화 등 하루의 주요 이슈를 선별하여 핵심 포인트를 토크 형태로 소개하는 뉴스 토크 프로그램이었다. 이후 장르를 음악전문 프로그램으로 변경했다.

## 역대 방송시간
| 방송 채널  | 방송 기간                         | 방송 시간                   |
| ---------- | --------------------------------- | --------------------------- |
| CBS 표준FM | 2015년 9월 14일 ~ 2018년 9월 29일 | 월~토요일 밤 8:05 ~ 밤 9:00 |
| CBS 표준FM | 2018년 10월 1일 ~ 2023년 4월 22일 | 월~토요일 밤 8:05 ~ 밤 9:30 |

## 역대 진행자
- 2015년 9월 14일 ~ 2016년 4월 23일 : 박재홍 아나운서
- 2016년 4월 25일 ~ 2023년 4월 22일 : 장주희 아나운서

## 같이 보기
- CBS 표준FM
- 기독교방송

| CBS 표준FM                                           |                          |                           |
| 이전                                                 | 오늘 하루 장주희입니다   | 다음                      |
| 한판승부(평일) 주말엔 CBS(주말)                      | 오늘 하루 장주희입니다   | 5분 메시지                |
| 저녁 6시 25분 ~ 밤 8시(평일) 저녁 6시 ~ 밤 8시(주말) | 밤 8시 5분 ~ 밤 9시 30분 | 밤 9시 30분 ~ 밤 9시 35분 |
|                                                      | 평일 정시 CBS 노컷뉴스   |                           |

| 부산CBS 표준FM                                       |                          |                           |
| 이전                                                 | 오늘 하루 장주희입니다   | 다음                      |
| 한판승부(평일) 주말엔 CBS(주말)                      | 오늘 하루 장주희입니다   | 5분 메시지                |
| 저녁 6시 25분 ~ 밤 8시(평일) 저녁 6시 ~ 밤 8시(주말) | 밤 8시 5분 ~ 밤 9시 30분 | 밤 9시 30분 ~ 밤 9시 35분 |
|                                                      | 평일 정시 CBS 노컷뉴스   |                           |

| 경남CBS 표준FM                                       |                          |                           |
| 이전                                                 | 오늘 하루 장주희입니다   | 다음                      |
| 한판승부(평일) 주말엔 CBS(주말)                      | 오늘 하루 장주희입니다   | 5분 메시지                |
| 저녁 6시 25분 ~ 밤 8시(평일) 저녁 6시 ~ 밤 8시(주말) | 밤 8시 5분 ~ 밤 9시 30분 | 밤 9시 30분 ~ 밤 9시 35분 |
|                                                      | 평일 정시 CBS 노컷뉴스   |                           |

| 대구CBS 표준FM                                       |                            |                          |
| 이전                                                 | 오늘 하루 장주희입니다 1부 | 다음                     |
| 한판승부(평일) 주말엔 CBS(주말)                      | 오늘 하루 장주희입니다 1부 | 말씀의 향기              |
| 저녁 6시 25분 ~ 밤 8시(평일) 저녁 6시 ~ 밤 8시(주말) | 밤 8시 5분 ~ 밤 9시        | 밤 9시 5분 ~ 밤 9시 30분 |
|                                                      | 평일 정시 CBS 노컷뉴스     | 평일 21시 CBS 노컷뉴스   |

| 광주CBS 표준FM                                       |                            |                          |
| 이전                                                 | 오늘 하루 장주희입니다 1부 | 다음                     |
| 한판승부(평일) 주말엔 CBS(주말)                      | 오늘 하루 장주희입니다 1부 | 진리의 등대              |
| 저녁 6시 25분 ~ 밤 8시(평일) 저녁 6시 ~ 밤 8시(주말) | 밤 8시 5분 ~ 밤 9시        | 밤 9시 5분 ~ 밤 9시 35분 |
|                                                      | 평일 정시 CBS 노컷뉴스     | 평일 21시 CBS 노컷뉴스   |